# اریک کمبل
آلفرد اریک کمبل (انگلیسی: Alfred Eric Campbell؛ تلفظ نام‌خانوادگی: ‎/ˈkæmbəl/‎ ‏ ۲۶ آوریل ۱۸۷۹ – ۲۰ دسامبر ۱۹۱۷) بازیگر سینما و تئاتر اهل اسکاتلند بود. او یکی از اعضای مهم گروه فیلم‌سازی چارلی چاپلین بود و همیشه نقش یک آدم قلدر ارعاب‌آور را ایفا می‌کرد. وی که در یازده فیلم چاپلین نقش‌آفرینی نمود، در سن ۳۸ سالگی در یک سانحه رانندگی کشته شد. مستندساز آمریکایی کوین مک‌دانلد فیلمی دربارهٔ او ساخته‌است.

## اوایل زندگی
پیشتر تصور بر آن بود که کمبل در اسکاتلند در دانون، اسکاتلند که منطقه بومی خاندان کمبل است، زاده شده‌است، اما امروزه عقیده بر آن است که او در چشر به دنیا آمده‌است. بیشتر منابع موجود، سال تولد او را ۱۸۷۹ ذکر می‌کنند، اما شناسنامه و اوراق تولد وی که به صورت آنلاین در دسترس است، نشان می‌دهد که آلفرد اریک کمبل در آلترینکهام و در آوریل تا ژوئن ۱۸۸۰ متولد شده‌است. تولد هیچ نوزادی با این نام در سال ۱۸۷۹ در اسناد چشر موجود نیست.

## حرفه بازیگری
کمبل بازیگری را در «فیت‌آپ» (تئاترهای محلی) در اسکاتلند و ولز با ایفای نقش‌های ملودرام آغاز کرد. در این نمایش‌ها بود، که فیزیک بدنی و صدای باریتون کمبل، توجه فرد کارنو، بازیگر نامدار انگلیسی را به خود جلب کرد. کارنو او را با خود به لندن برد تا در کمدی‌های اسلپ‌استیک بازی کند.
کمبل در سال ۱۹۱۴ به دنبال چاپلین و شاگرد آن دوران استن لورل که در سال ۱۹۱۳ به آنجا نقل مکان کرده بودند، به نیویورک سفر کرد. کمبل خیلی زود جای پای خود را به عنوان یک بازیگر تئاتر در آمریکا محکم کرد. در سال ۱۹۱۶، چارلی چاپلین که به نیویورک آمده بود تا قراردادی با میوچوال امضا کند، کمبل را در نمایشی در تئاتر برادوی دید و او را به هالیوود دعوت کرد تا به جمع بازیگران دوازده فیلمی بپیوندد که چاپلین برای ساخت آنها قرارداد بسته بود.
اولین فیلم کمبل با چاپلین بازرس فروشگاه (۱۹۱۶) بود. در آن فیلم، او به دلیل «صحنه پله‌برقی» که در آن چاپلین را از در یک فروشگاه بزرگ تعقیب کرد، به شهرت رسید. دومین فیلم مشترک آنها، آتش‌نشان (۱۹۱۶) بود که در آن، کمبل نقشی را که در تمام کارهای آتی‌اش با چاپلین به چشم می‌خورد، توسعه داد. با قد بلند ۱۹۶ سانتی‌متری و وزنی در حدود ۱۳۶ کیلوگرم، او تبدیل به شخصیت قلدر و ضد قهرمانِ کمدی برای شیطنت‌های «ولگرد کوچک» شد. بهترین نقش او احتمالا در ایزی استریت (۱۹۱۷) است که در آن، به عنوان یک قلدر خشن و خطرناک، چراغ چدنی خیابان را ۹۰ درجه خم می‌کند تا پاسبان محل را بترساند که نقشش توسط چارلی چاپلین ایفا شده بود.
چاپلین در آن زمان برجسته‌ترین ستاره سینما در جهان بود و افراد زیادی حرکات و کارهای او را تقلید می‌کردند. کمبل هم مقلدانی داشت، از جمله اولیور هاردی که نقش قلدر و ضد قهرمان را در مقابل بیلی وست (مقلد چاپلین)، بازی کرد. نحوه آرایش و گریم چشم‌های او که حالتی شدیداً تهدیدآمیز و خوفناک به آن می‌داد، سال‌ها پیش از حضور او در سینما و طی بازی در در نمایش «میکادو» اثرِ دابلیو. اس. گیلبرت و آرتور سالیوان تکوین یافته بود.
وقتی قرارداد چاپلین با شرکت میوچوال به پایان رسید، او قرارداد دیگری را با فرست نشنال امضا کرد و قصد داشت کمبل را با خود با آنجا ببرد. مابین ساخت فیلم‌ها، چاپلین کمبل را موقتاً به مری پیکفورد قرض داد تا از هنرنمایی او در فیلم «آماریلی از کوچه کلوتس-لاین» بهره گیرد.

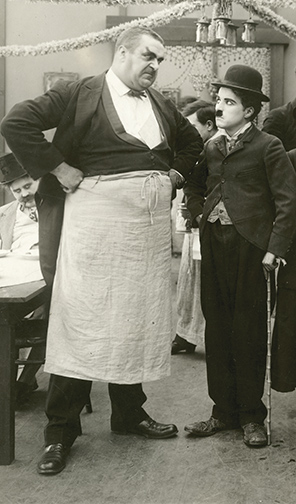
اریک کمبل و چارلی چاپلین در صحنه‌ای از فیلم مهاجر (۱۹۱۷)

## زندگی شخصی
همسر کمبل در ۹ ژوئیه ۱۹۱۷ پس از صرف شام در یک رستوران در شهر سنتا مونیکا در نزدیکی خانه‌شان، بر اثر سکته قلبی ناگهانی درگذشت. «اونا» دختر ۱۶ ساله‌اش که برای خرید لباس عزا به فروشگاهی در همان نزدیک رفته بود، با ماشین تصادف کرد و به شدت مجروح شد. کمبل که هنوز عزادار بود، در یک مهمانی در ۱۲ سپتامبر که به افتخار پیت اشمیت، مسئول بازاریابی و تبلیغات استودیوی آرت‌کرافت برگزار شده بود، با «پرل گیلمن»، یک کمدین ریز اندام وودویل که شهرت خانوادگی در حفاری طلا داشتند، آشنا شد. پرل گیلمن در سال ۱۹۱۲ با وارث کارخانه آب‌نبات‌سازی چارلز دبلیو. آلیسکی ازدواج کرده بود و چند سال بعد طلاق گرفته و با مرد ثروتمند دیگری به نام تئودور آرنریتر ازدواج نموده بود. خواهرش میبل نیز با ویلیام الیس کوری سرمایه‌دار سالخورده و مالک بانفوذ و ثروتمند  شرکت فولاد ایالات متحده ازدواج کرده بود. تنها پنج روز پس از این آشنایی، کمبل و گیلمن در خانه «الین هاردی» در پلاک ۸۲ خیابان پنجم واقع در محله سنتا مونیکا کانیون در سنتا مونیکا، کالیفرنیا ازدواج کردند. دختر او، «اونا» که هنوز در خانه یکی از دوستانش در سنتا مونیکا کانیون در حال بهبودی بود، تا چند هفته از عروسی پدرش بی‌خبر بود. کمتر از دو ماه پس از ازدواج با این غول مهربان، گیلمن در دادگاهی از او شکایت و درخواست طلاق کرد و مدعی شد که کمبل با مشروب‌خواری افراطی و فحاشی با او بدرفتاری کرده‌است. کمبل خانه ییلاقی مشترک‌شان در سانتا مونیکا را ترک کرد و به باشگاه ورزشی لس آنجلس رفت و اتاقی در نزدیکی بهترین دوستش چاپلین گرفت.

## مرگ
در یک مهمانی بازیگران، کمبل مست کرده بود و در حالی که در ساعت ۴ صبح با خودروی خود به سوی منزل در حال رانندگی بود، دچار سانحه شد و جان باخت. 
بیش از ۳۰ سال کسی به دنبال دریافت خاکستر کمبل نیامد تا اینکه به ناچار این خاکستر در یک مکان ناشناخته در گورستان روزدیل به خاک سپرده شد.
اونا کمبل، تنها فرزند و دختر این بازیگر، پس از مرگ پدرش، به بریتانیا بازگشت تا با اقوامش در ناتینگهام زندگی کند. او در سال ۱۹۳۰ با «فیلیپ اوبال» در لویشام ازدواج کرد و در سال ۱۹۶۷ در منطقه کرویدون درگذشت.

## میراث
فیلم مستند «جالوت چاپلین: در جستجوی ستاره فراموش شده اسکاتلند» (۱۹۹۶) به نویسندگی و کارگردانی کوین مک‌دانلد فیلمی دربارهٔ زندگی و حرفه کمبل است. در طول ساخت این فیلم، لوح گرامیداشتی به یاد کمبل در «گورستان روزدیل» نصب شد و لوحی دیگری در موزه کسل گاردنز در دانون قرار گرفت.

## فیلم‌شناسی
| سال  | نام فیلم                            | نقش                    | توضیح                                            |
| ---- | ----------------------------------- | ---------------------- | ------------------------------------------------ |
| ۱۹۱۶ | بازرس فروشگاه                       | مدیر فروشگاه           | فیلم کوتاه                                       |
| ۱۹۱۶ | آتش‌نشان                             | سرپرست آتش‌نشان‌ها       | فیلم کوتاه                                       |
| ۱۹۱۶ | ولگرد                               | رئیس کولی‌ها            | فیلم کوتاه                                       |
| ۱۹۱۶ | کنت                                 | خیاط                   | فیلم کوتاه                                       |
| ۱۹۱۶ | سمساری                              | دزد                    | فیلم کوتاه                                       |
| ۱۹۱۶ | پشت صفحه نمایش                      | جالوت (یک کارگر صحنه)  | فیلم کوتاه                                       |
| ۱۹۱۶ | سرسره‌بازی                           | آقای استاوت، عاشق اِدنا | فیلم کوتاه                                       |
| ۱۹۱۷ | ایزی استریت                         | گنده‌لات گردن کلفت      | فیلم کوتاه                                       |
| ۱۹۱۷ | درمان                               | مرد دچار نقرس          | فیلم کوتاه                                       |
| ۱۹۱۷ | مهاجر                               | سر گارسون              | فیلم کوتاه                                       |
| ۱۹۱۷ | ماجراجو                             | خواستگار               | فیلم کوتاه                                       |
| ۱۹۱۸ | چگونه فیلم بسازیم (فیلم منتشر نشده) | گلف‌باز                 | نامش در عنوان‌بندی فیلم نیامده، (آخرین نقش‌آفرینی) |